# Portugál labdarúgó-válogatott
A portugál labdarúgó-válogatott Portugália nemzeti csapata, amelyet a Portugál labdarúgó-szövetség (portugálul: Federação Portuguesa de Futebol) irányít. Először 1966-ban szerepelt világbajnokságon és akkor a harmadik helyen végzett. Máig ez a világbajnokságokon elért legjobb eredménye. Európa-bajnokságon először 1984-ben vett részt. Történetük legnagyobb sikerét 2016-ban érték el, amikor megnyerték az Európa-bajnokságot. 2019-ben megnyerték az UEFA Nemzetek Ligája első kiírását, majd 2025-ben ismét diadalmaskodtak.

## A válogatott története

### A kezdetek
A portugál labdarúgó-szövetséget 'União Portuguesa de Futebol néven, két város: Lisszabon és Porto szövetségeinek egyesítésével alapították 1914-ben. Portugália első hivatalos mérkőzésére 1921. december 18-án került sor, melyen Spanyolországtól szenvedtek 3–1-es vereséget.
A nemzeti csapat első nagyobb megmérettetése az 1928. évi nyári olimpiai játékokon történt, ahol a negyeddöntőig jutottak. Az 1930-as világbajnokságra nem hívták meg a portugálokat. Az 1934-es világbajnokság selejtezőiben Spanyolország ellen léptek pályára. Madridban 9–0-s, Lisszabonban 2–1-s vereséget szenvedve, összesítésbe 11–1 arányban alulmaradtak. Az 1938-as vb-selejtezőiben csak egy mérkőzést játszottak Svájc ellen Milánóban. A találkozót a svájciak nyerték 2–1-re és jutottak ki a világbajnokságra. A II. világháború miatt két világbajnokság is elmaradt, legközelebb az 1950-es torna selejtezőiben szerepeltek. 1947-ben az Angliától elszenvedett 10–0-s vereség a portugál válogatott történetének legnagyobb arányú veresége.

### 1950-es, 1960-as évek
Az 1950-es vb selejtezőiben Spanyolországgal találkoztak. Az első találkozót a spanyolok megnyerték 5–1-re, a visszavágón 2–2-s döntetlen született. Az 1954-es vb selejtezőiben Ausztriával játszottak. Miután az osztrákok 9–1-re nyerték az első mérkőzést, a visszavágón a portugáloknak sikerült elérni egy gól nélküli döntetlent. A korszak egyik legerősebb válogatottja ellen ez jó eredménynek számított.
Az 1958-as világbajnoki selejtezőkben az Olaszország elleni 3–0-s siker alkalmával megszerezték történetük első kvalifikációs győzelmét, ennek ellenére a csoport utolsó helyén végeztek. Közben 1960-ban útjára indult az Európa-bajnokság, akkori nevén: Európai Nemzetek Kupája is. A selejtezőkben az NDK-t búcsúztatták 5–2-es összesítéssel. A negyeddöntőben Jugoszláviát 2–1-re megverték, de a második mérkőzésen 5–1-re kikaptak.
Az 1962-es világbajnokság selejtezőiben Anglia mögött a második helyen végeztek, így lemaradtak a tornáról. Az 1964-es Európa-bajnokság selejtezőiben Bulgáriával játszottak. Mindkét mérkőzés 3–1-s győzelemmel zárult a hazai együttes javára, így egy harmadik semleges pályán megrendezett találkozóra került sor. A Rómában lejátszott mérkőzést a bolgárok nyerték 1–0-ra.

### 1966-os világbajnokság, 1970-es évek

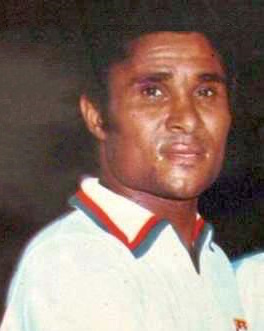
Eusébio 1972-ben

Az 1966-os világbajnokságon a portugálok első nagy korszakukat élték. A csapat legismertebb tagja kétségkívül a kor egyik legnagyobb játékosa Eusébio volt. A tornát Magyarország 3–1-es legyőzésével kezdték, majd Bulgáriát 3–0-ra és a világbajnoki címvédő Brazíliát is ugyancsak 3–1-re verték. A negyeddöntőben Észak-Koreával találkoztak. Az ázsiaiak már 3–0-ra is vezettek, de a portugáloknak sikerült felállniuk és 5–3 arányban a maguk javára fordították a találkozót. Az 5 találatból Eusébio négyet szerzett. Az elődöntőben a házigazda Anglia ellen 2–1-es vereséget szenvedtek. A harmadik helyén rendezett mérkőzésen a szovjeteket ugyanilyen arányban legyőzték, ami mindmáig Portugália legjobb eredménye a világbajnokságok történetében. Eusébio 9 góljával a torna gólkirálya lett.
Ez után egy hosszabb időszak következett a válogatott életében jelentősebb eredmények nélkül. Az 1968-as Eb-selejtezőiben Bulgária, Norvégia és Svédország ellen lépek pályára, végül a második helyen végeztek. Az 1970-es vb-selejtezőiben Görögország, Románia és Svájc mögött az utolsó helyen zártak. Az 1972-es Európa-bajnokság selejtezőiben Belgiummal, Dániával és Skóciával voltak egy csoportban. A csoportot végül a belgák nyerték, Portugália a második helyet szerezte meg. Az 1974-es világbajnokság selejtezőiben hét pontot gyűjtöttek, ami ismét a második helyhez volt elég. Az 1976-os Eb-selejtezőiben a harmadik, az 1978-as vb-selejtezőiben pedig Lengyelország mögött ugyancsak a második helyen végeztek. Ezekből az eredményekből is látszik, hogy gyakran közel álltak a továbbjutáshoz.

### 1980–1995
Az 1980-as Európa-bajnokság selejtezőiben Ausztriával, Belgiummal, Norvégiával és Skóciával kerültek egy csoportba. Ausztria és Belgium mögött négy győzelemmel, egy döntetlennel és három vereséggel a harmadik helyet szerezték meg.
Az 1982-es vb-selejtezőiben Észak-Írország, Izrael, Skócia és Svédország ellen kellett megmérkőzniük. Végül csak a negyedik helyet szerezték meg.
A következő nagy tornára az 1984-es labdarúgó-Európa-bajnokságra sikerült kijutniuk. A selejtezőcsoportot a Szovjetunió, Lengyelország és Finnország előtt nyerték meg, amivel hosszú idő után ismét kijutottak egy rangos tornára. Az Eb-n az NSZK-val 0–0-s, míg Spanyolország ellen 1–1-es döntetlent játszottak. Az utolsó csoportmérkőzésükön legyőzték Romániát 1–0-ra. Az elődöntőben a házigazda Franciaországot kapták ellenfélül. A vezetést a franciák szerezték meg, majd sikerült egyenlíteniük a portugáloknak. Ez is maradt a végeredmény. Következett tehát a ráadás, melynek első 15 percében a portugálok a maguk javára fordították a találkozót. Azonban ezzel nem volt vége, ugyanis a galloknak sikerült a 114. és a 119. percben is betalálni, így ők jutottak a döntőbe.
A sikeres Európa-bajnokság után az 1986-os mexikói világbajnokságra is sikerült kijutniuk. A vb-n már nem voltak annyira sikeresek. Anglia 1–0-s legyőzése ugyan megadta az alapot a jó szerepléshez, ezzel viszont nem tudtak élni. Lengyelországtól 1–0-ra, Marokkótól pedig 3–1-re kaptak ki és utolsó helyen végeztek a csoportban.
Az 1988-as Eb-selejtezőiben Olaszországgal, Svédországgal, Svájccal és Máltával szerepeltek egy csoportban. Két győzelemmel, négy döntetlennel és két vereséggel Olaszország és Svédország után a harmadik helyen végeztek. Az 1990-es vb-selejtezőiben Belgium, Csehszlovákia, Luxemburg és Svájc ellen kellett megmérkőzniük. A csoportot a belgák nyerték, míg a második helyért a csehszlovákokkal versenyeztek a portugálok. A hazai 0–0-s döntetlen azonban azt jelentette, hogy a közép-Európaiak végeztek a második helyen. Az 1992-es Eb-selejtezőiben Hollandiával, Görögországgal, Finnországgal és Máltával kerültek egy csoportba. A hollandok mögött a második helyen végeztek. Az 1994-es világbajnokság selejtezőiben Olaszország, Svájc, Skócia, Észtország és Málta ellen léptek pályára. Végül a harmadik helyen zártak Olaszország és Svájc mögött.

### 1995–2006 Aranygeneráció
A mexikói világbajnokság idején felnövőben volt egy generáció, melynek jeles képviselői voltak: Luís Figo, Fernando Couto, Rui Costa és Paulo Sousa. Az úgynevezett aranygeneráció megnyerte az 1989-es és az 1991-es ifjúsági világbajnokságot. Felnőtt szinten azonban már nem voltak ennyire sikeresek. a következő nagy torna, amire kijutottak az 1996-os Európa-bajnokság volt. Az Eb-t a címvédő dánok ellen egy 1–1-es döntetlennel kezdték, majd Törökország 1–0-s és Horvátország 3–0-s legyőzésével a csoport első helyén végeztek. A negyeddöntőben Csehországtól kaptak ki 1–0 arányban. Ezt követően nagy csalódás volt a portugálok számára, hogy nem jutottak ki az 1998-as labdarúgó-világbajnokságra. A selejtezőkben Németország és Ukrajna mögött a harmadik helyen végeztek.
A 2000-es Európa-bajnokságon az úgynevezett halálcsoportba kerültek. A nyitó találkozójukat Angliával játszották, ahol sikerült 2–0-s hátrányból felállniuk és a maguk javára fordítani a mérkőzést. Ezt követte a Románia (1–0) és Németország (3–0) elleni siker. A negyeddöntőben Törökország sem jelentett akadályt és 2–0-ra győztek. A legjobb négy között Franciaországgal csaptak össze. Nuno Gomes révén hamar magukhoz ragadták az előnyt, azonban a franciáknak sikerült fordítaniuk és továbbjutottak. A hosszabbításban az osztrák játékvezető Günter Benkö – Abel Xavier tizenhatoson belül történt kezezése után– büntetőt ítélt a franciák számára, amit Zinédine Zidane értékesített.
A 2002-es labdarúgó-világbajnokság selejtezőiben Írországot és Hollandiát utasították maguk mögé a selejtezőcsoportban. Ennek köszönhetően tizenhat év után jutott ki Portugália a világbajnokságra. A vb-n való szereplésük azonban nem sikerült túl fényesre. Az USA-tól bombameglepetésre kikaptak 3–2-re úgy, hogy az amerikaiak már 3–0-ra is vezettek. Némi szépségtapaszt jelentett ezt követően Lengyelország 4–0-s legyőzése. A továbbjutás szempontjából oly fontos harmadik találkozójukat a házigazda Dél-koreai válogatottal vívták és 1–0-s vereséget szenvedtek. Mindez azt jelentett, hogy már a csoportkör után utazhattak haza.

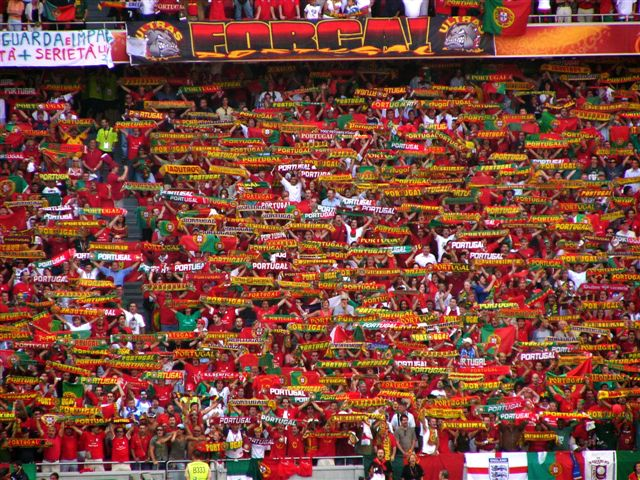
Portugál szurkolók a 2004-es Európa-bajnokságon.

A következő rangos labdarúgó esemény a 2004-es labdarúgó Eb volt, aminek Portugália adott otthont. Nagy reményekkel készültek az eseményre a portugálok, azonban az Európa-bajnokság nyitómérkőzésén meglepetésre 2–1-es vereséget szenvedtek Görögország ellen. A további két mérkőzésükön sikerült javítaniuk. Oroszország 2–0-s illetve Spanyolország 1–0-s legyőzése csoport elsőséget eredményezett számukra. A legjobb nyolc között Angliával 2–2-re végeztek, ezért büntetőpárbajra került sor, ahol a portugálok bizonyultak jobbnak. Az elődöntőben Hollandiát 2–1-re sikerült felülmúlniuk, majd következhetett a finálé. Akárcsak a nyitómérkőzésen, a döntőben is az eddig bámulatosan szereplő Görögország volt az ellenfél. Először fordult elő a labdarúgás történetében, hogy két ugyanazon nemzet játssza az első és az utolsó mérkőzést. A portugáloknak nem sikerült hazai pályán a győzelem, ugyanis a görögök Ángelosz Harisztéasz góljával megnyerték a döntőt és ezzel bombameglepetésre Európa-bajnokok lettek.

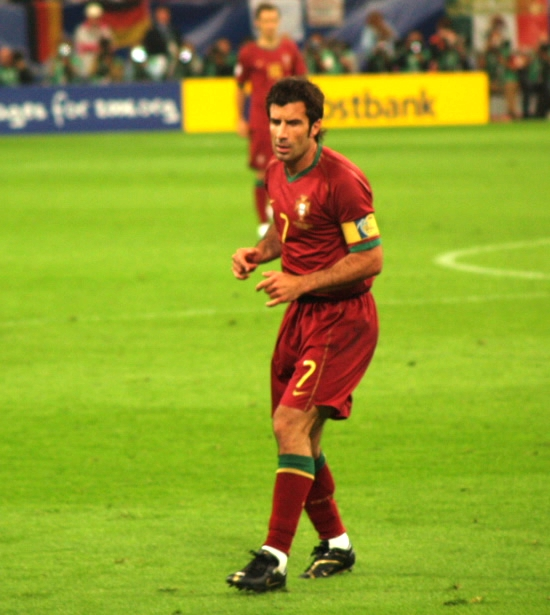
Luís Figo a 2006-os világbajnokságon

A 2006-os labdarúgó-világbajnokságra veretlenül jutottak ki a portugálok. A selejtezőkben lejátszott 12 meccs közül 9-et megnyertek míg 3 találkozón döntetlent értek el. A világbajnokságon folytatták jó sorozatukat és mindhárom csoportmérkőzésüket megnyerték. Angolát 1–0-ra, Iránt 2–0-ra, Mexikót pedig 2–1-re verték.
A nyolcaddöntőben Hollandiát sikerült 1–0-ra legyőzniük Maniche góljával. A találkozó azonban nem erről maradt emlékezetes. Az orosz játékvezető Valentyin Ivanov összesen 16 sárga és 4 piros lapot (Khalid Boulahrouz, Costinha, Deco, és Giovanni van Bronckhorst kapták.) osztott ki, ami világbajnoki rekord.
A legjobb nyolc között Anglia ellen léptek pályára. A mérkőzés 0–0-s döntetlennel ért véget és tizenegyesekkel Portugália jutott tovább. Az elődöntőben aztán Franciaországtól 1–0-ra kikaptak, így a bronzmérkőzéssel kellett beérniük, ahol a házigazda Németországgal találkoztak. A párharcot a németek – Bastian Schweinsteiger 2 góljával, valamint Petit öngóljával – nyerték 3–1 arányban. A portugálok találatát Nuno Gomes szerezte. Ezen a mérkőzésen lépett utoljára pályára címeres mezben a válogatottsági gólrekorder Pauleta és ekkor vonult vissza a nemzetközi labdarúgástól Luís Figo.

### 2008-as Európa-bajnokság
A sikeres 2004-es Eb és 2006-os vb után a 2008-as kontinenstornára is kijutott a portugál válogatott. A kijutás azonban nem volt zökkenőmentes és végül a selejtezőcsoport második helyén végezve jutottak tovább Lengyelország mögött.
Első mérkőzésüket Törökország ellen játszották az Eb-n és Pepe illetve Raul Meireles góljaival 2–0-ra győztek. Ezt követően Csehországot 3–1-re múlták felül. Ezzel megvolt számukra a továbbjutás, így az utolsó Svájc ellen lejátszott találkozót hiába vesztették el 2–0-ra. A negyeddöntőben Németország jelentett számukra a végállomást. A németek Schweinsteiger és Klose góljaival már az első félidőben 2–0-s előnyre tettek szert. Nuno Gomesnek ugyan sikerült szépítenie, de Michael Ballack visszaállította a két gólos különbséget. A végén még Hélder Postiga is betalált, így kialakítva a 2–3-as végeredményt.

### 2010-es világbajnokság
A 2010-es világbajnokság selejtezőiben a dánok mögött végeztek. A pótselejtezőn Bosznia-Hercegovinát kapták ellenfélnek. A párharcot a portugálok nyerték, miután idegenben és hazai pályán is 1–0-s győzelmet arattak. Ennek köszönhetően kijutottak a Dél-Afrikában rendezett világbajnokságra.
A világbajnoki csoportok sorsolásakor bekerültek az úgynevezett halálcsoportba Brazília, Elefántcsontpart és Észak-Korea társaságában. Első mérkőzésükön elefántcsontparttal találkoztak és a párharc gól nélküli döntetlennel zárult. Ezután következett Észak-Korea és kiütéses 7–0-s győzelmet arattak. Végül Brazília ellen 0–0-s döntetlent játszottak. A nyolcaddöntő küzdelmeiben Spanyolországtól szenvedtek 1–0-s vereséget és kiestek.

### 2010-es évek

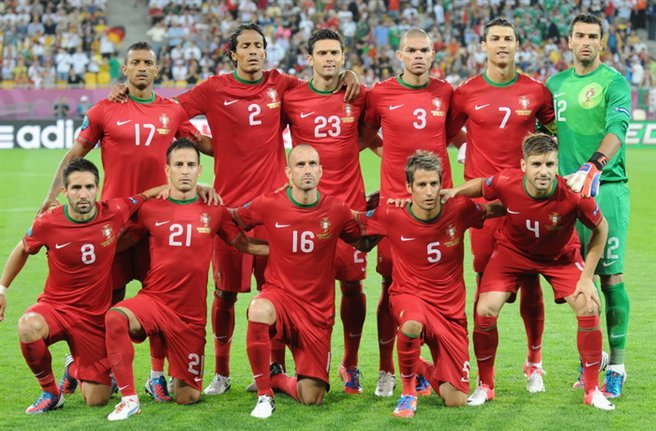
Portugália a 2012-es labdarúgó-Európa-bajnokságon.

A 2012-es Európa-bajnokság selejtezőiben Dánia mögött ismételten a második helyet szerezték meg. A csoport végeredményekor Norvégiával egyetemben 16 ponttal végeztek és jobb gólkülönbségüknek köszönhetően végeztek a második helyen. Érdekesség, de a pót-selejtezőn ismét Bosznia-Hercegovina ellen kellett kiharcolniuk az Eb részvételt. A zenicai 0–0-t követően magabiztos 6–2-es győzelmet arattak a lisszaboni visszavágón Ronaldoék.
Portugália az B csoportba került és hozzásorsolták Németországot, Dániát illetve Hollandiát. Az első mérkőzést 1–0-ra elveszítették Németország ellen. Ezt követően Dániát 3–2-re, Hollandiát 2–1-re legyőzték. A negyeddöntőben Csehországot búcsúztatták 1–0-val. Az elődöntőben Spanyolország ellen 0–0-s döntetlent játszottak, majd büntetőkkel 4–2 arányban alulmaradtak. Cristiano Ronaldo lett az első olyan játékos a válogatottban, aki öt nagy válogatott labdarúgótornán gólt szerzett: ide három Európa-bajnokság (2004, 2008, 2012) és két világbajnokság (2006, 2010) tartozik.
A 2014-es világbajnokságra ismét pótselejtező útján jutottak ki, ezúttal Svédországot verték összesítésben 4–2-re. Mind a négy gólt Cristiano Ronaldo szerezte. A vb-n a G csoportba kerültek, ellenfeleik: Németország, Ghána és az Egyesült Államok voltak. Németország ellen sima 4–0-s vereséggel kezdtek. Az USA-val 2–2-s döntetlent játszottak. Ghánát ugyan legyőzték 2–1-re, de mindez kevés volt a továbbjutáshoz.
A 2016-os Európa-bajnokság selejtezőiben Portugália a sorsolást követően Dánia, Örményország, Albánia és Szerbia társaságában az I csoportba került. Első mérkőzésükön Albániától odahaza szenvedtek 1–0-s vereséget. Ezután Paulo Bentót leváltották és helyére Fernando Santost nevezték ki szövetségi kapitánynak. A portugálok végül egyeneságon kijutottak az Európa-bajnokságra, ahol az F csoportba kerültek a sorsolást követően Ausztria, Izland és Magyarország mellé. Az első mérkőzésükön Izland ellen 1–1-s döntetlent játszottak. A portugálok gólját Nani szerezte. Négy nappal később Ausztriával találkoztak, a mérkőzés 0-0-s döntetlennel zárult. Ezen a találkozón Cristiano Ronaldo kihagyott egy tizenegyest. A harmadik mérkőzésükön Magyarország ellen háromszor is egyenlíteni tudtak, a végeredmény 3–3 lett. A csoport harmadik helyén zártak három döntetlennel, ami elég volt a továbbjutáshoz. A nyolcaddöntőben hosszabbítás után győztek 1–0-ra Ricardo Quaresma góljával Horvátország ellen. A negyeddöntőben Lengyelország következett. Robert Lewandowski már a 2. percben vezetést szerzett a lengyeleknek, de Renato Sanches révén a portugálok még a szünet előtt egyenlíteni tudtak. A hátralévő időben és a hosszabbításban már nem estek további találatok. Végül büntetőkkel dőlt el a továbbjutás sorsa, ahol csak Błaszczykowski hibázott, így Portugália jutott a négy közé. Az elődöntőben az addig meglepően jól teljesítő Walest Ronaldo és Nani góljaival 2–0-ra megverték, így bejutottak a torna döntőjébe. A másik ágról a házigazda Franciaország jutott be a fináléba, amit Stade de Franceban rendeztek. Cristiano Ronaldo a mérkőzés korai szakaszában megsérült és le kellett cserélni. A portugálokat nem zavarta meg különösebben vezérük elvesztése, ráadásul a szünet felé közeledve egyre inkább kijöttek a szorításból, megszűnt a franciák addigi mezőnyfölénye. Összességében nem volt sok helyzet, a portugálok a 80. percben találták el először a kaput. A rendes játékidő 0–0-s döntetlennel zárult, majd a hosszabbítás 109. percében Éder betalált és ezzel Portugália 1–0-ra megnyerte a döntőt és egyben az Európa-bajnokságot is

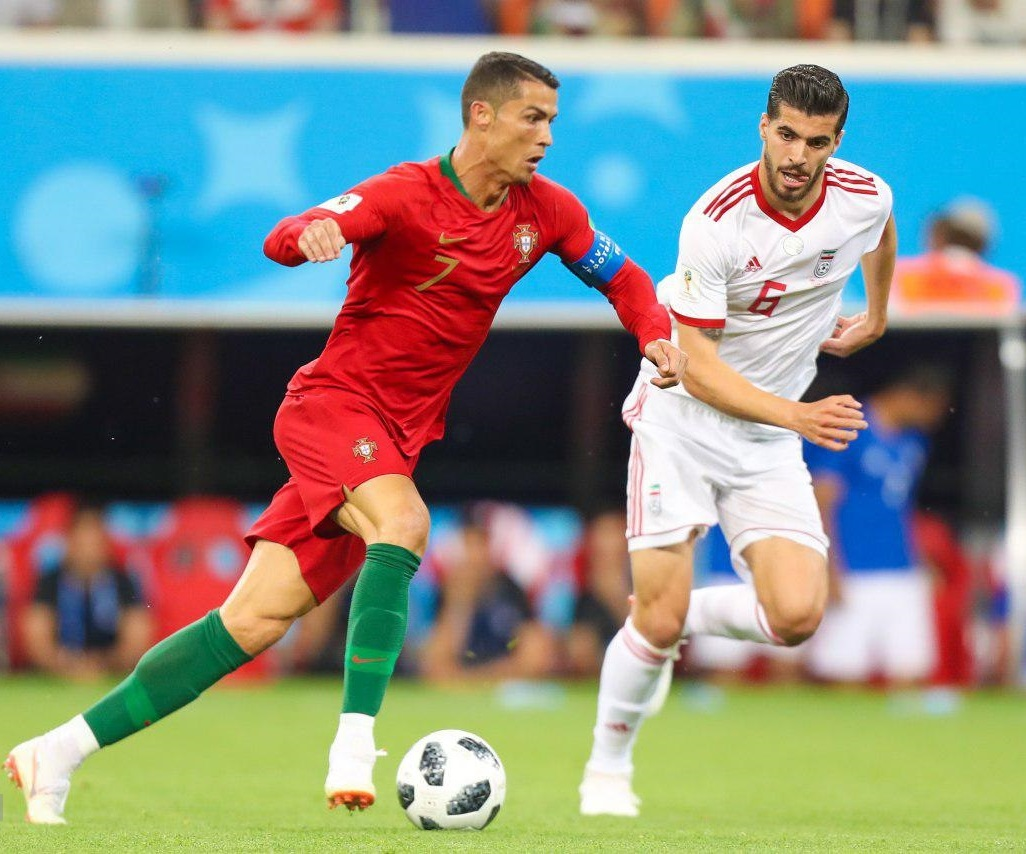
Cristiano Ronaldo az Irán elleni csoportmérkőzésen a 2018-as világbajnokságon

Az Európa-bajnoki győzelemnek köszönhetően részt vettek a 2017-es konföderációs kupán. Első mérkőzésükön 2–2-es döntetlent játszottak Mexikóval. Oroszországot Cristiano Ronaldo góljával győzték le 1–0-ra, Új-Zélandot pedig 4–0-ra verték. Az elődöntőben Chilével találkoztak és büntetőkkel maradtak alul. A harmadik helyért rendezett mérkőzésen 2–1-re legyőzték Mexikót és megszerezték a bronzérmet.
A 2018-as világbajnokság selejtezőinek B csoportjában szerepeltek Svájc, Magyarország, Lettország, a Feröer-szigetek és Andorra társaságában. Egyedül Svájctól kaptak ki 2–0-ra idegenben, a többi mérkőzésüket megnyerték és kijutottak az Oroszországban rendezett világbajnokságra, ahol Spanyolország, Marokkó és Irán mellett a B csoportba kerültek. Spanyolország ellen 3–3-as döntetlennel kezdték a tornát, a találkozón Cristiano Ronaldo mesterhármasát szerzett. A második csoportmérkőzésen ugyancsak Cristiano Ronaldo volt eredményes és a góljának köszönhetően 1–0-ra legyőzték Marokkót. A zárókörben Iránnal játszottak 1–1-es döntetlent. A nyolcaddöntőt elveszítették Uruguay ellen 2–1-re és kiestek. A 2018-19-es UEFA Nemzetek Ligájában az A ligában Lengyelország és Olaszország volt az ellenfelük. Olaszországot hazai pályán André Silva góljával győzték le 1–0-ra, majd azt követően Lengyelországban nyertek 3–2-re. A maradék két mérkőzésen Olaszország ellen 0–0-ás, Lengyelország ellen pedig 1–1-es döntetlent értek el. Két győzelemmel és két döntetlennel a csoport élén végeztek és 2019 júniusában részt vettek a négyes döntőben, ahol az elődöntőben Cristiano Ronaldo triplájával legyőzték Svájcot 3–1-re. A döntőben hazai pályán az Estádio do Dragãoban Hollandiával kerültek szembe és Gonçalo Guedes góljának köszönhetően 1–0-ra győztek, ezzel elhódították az első ízben megrendezett UEFA Nemzetek Ligája serlegét.

### 2020-as évek
A 2020-21-es kiírásban Franciaország mögött a második helyen végeztek az A liga 3. csoportjában. A 2020-as Európa-bajnokságon az F csoportban szerepeltek Franciaország, Németország és Magyarország társaságában. Az első mérkőzésen három kései góllal 3–0-ra legyőzték Magyarországot. A második találkozójukon 4–2-es vereséget szenvedtek Németország ellen. A zárókörben pedig 2–2-es döntetlent játszottak Franciaországgal, ahol Cristiano Ronaldo és Karim Benzema is kétszer volt eredményes. Utóbbin a találkozó négy góljából három büntetőből született. A nyolcaddöntőben Belgiummal találkoztak és 1–0-ra kikaptak.
A 2022-es világbajnokság selejtezőiben Azerbajdzsánnal, Luxemburggal, Írországgal és Szerbiával voltak egy csoportban. A Szerbia ellen hazai pályán 2–1-re elveszített selejtező miatt a csoport második helyén végeztek és pótselejtezőt kellett játszaniuk a világbajnoki részvételért. Az elődöntőben Törökországot győzték le 3–1-re, majd a kisdöntőben Észak-Macedóniát 2–0-ra és kijutottak a katari világbajnokságra. A sorsolást követően Dél-Korea, Ghána és Uruguay társaságában a H csoportba kerültek. Az első mérkőzésen Cristiano Ronaldo, João Félix és Rafael Leão góljával 3–2-re legyőzték Ghánát. Uruguay ellen Bruno Fernandes duplájával nyertek 2–0-ra. A harmadik mérkőzésen Ricardo Horta góljával gyorsan megszerezték a veretés a portugálok, de sikerült fordítaniuk a dél-koreaiaknak 2–1-re. A nyolcaddöntőben Gonçalo Ramos mesterhármasának is köszönhetően Svájcot verték 6–1-re. A negyeddöntőben 1–0-ás vereséget szenvedtek Marokkó ellen és kiestek.

## Nemzetközi eredmények
Világbajnokság
- Bronzérmes: 1 alkalommal (1966)
- Negyedik helyezett: 1 alkalommal (2006)

Európa-bajnokság
- Aranyérmes: 1 alkalommal (2016)
- Ezüstérmes: 1 alkalommal (2004)
- Bronzérmes: 3 alkalommal (1984, 2000, 2012)

UEFA Nemzetek Ligája
- Aranyérmes: 2 alkalommal (2018–19, 2024–25)

### Világbajnokság
Bronzérem
      Negyedik hely
| Világbajnokság | Világbajnokság | Világbajnokság | Világbajnokság | Világbajnokság | Világbajnokság | Világbajnokság | Világbajnokság | Világbajnokság | Világbajnokság | Selejtezők | Selejtezők | Selejtezők | Selejtezők | Selejtezők | Selejtezők | Selejtezők |
| Év             | Eredmény       | H.             | M              | Gy             | D              | V              | G+             | G–             | Keret          | H.         | M          | Gy         | D          | V          | G+         | G–         |
| -------------- | -------------- | -------------- | -------------- | -------------- | -------------- | -------------- | -------------- | -------------- | -------------- | ---------- | ---------- | ---------- | ---------- | ---------- | ---------- | ---------- |
| 1930           | nem indult     | nem indult     | nem indult     | nem indult     | nem indult     | nem indult     | nem indult     | nem indult     | nem indult     | nem indult | nem indult | nem indult | nem indult | nem indult | nem indult | nem indult |
| 1934           | nem jutott ki  | nem jutott ki  | nem jutott ki  | nem jutott ki  | nem jutott ki  | nem jutott ki  | nem jutott ki  | nem jutott ki  | nem jutott ki  | 2.         | 2          | 0          | 0          | 2          | 1          | 11         |
| 1938           | nem jutott ki  | nem jutott ki  | nem jutott ki  | nem jutott ki  | nem jutott ki  | nem jutott ki  | nem jutott ki  | nem jutott ki  | nem jutott ki  | 2.         | 1          | 0          | 0          | 1          | 1          | 2          |
| 1950           | nem jutott ki  | nem jutott ki  | nem jutott ki  | nem jutott ki  | nem jutott ki  | nem jutott ki  | nem jutott ki  | nem jutott ki  | nem jutott ki  | 2.         | 2          | 0          | 1          | 1          | 3          | 7          |
| 1954           | nem jutott ki  | nem jutott ki  | nem jutott ki  | nem jutott ki  | nem jutott ki  | nem jutott ki  | nem jutott ki  | nem jutott ki  | nem jutott ki  | 2.         | 2          | 0          | 1          | 1          | 1          | 9          |
| 1958           | nem jutott ki  | nem jutott ki  | nem jutott ki  | nem jutott ki  | nem jutott ki  | nem jutott ki  | nem jutott ki  | nem jutott ki  | nem jutott ki  | 3.         | 4          | 1          | 1          | 2          | 4          | 7          |
| 1962           | nem jutott ki  | nem jutott ki  | nem jutott ki  | nem jutott ki  | nem jutott ki  | nem jutott ki  | nem jutott ki  | nem jutott ki  | nem jutott ki  | 2.         | 4          | 1          | 1          | 2          | 9          | 7          |
| 1966           | Bronzérem      | 3.             | 6              | 5              | 0              | 1              | 17             | 8              | Keret          | 1.         | 6          | 4          | 1          | 1          | 9          | 4          |
| 1970           | nem jutott ki  | nem jutott ki  | nem jutott ki  | nem jutott ki  | nem jutott ki  | nem jutott ki  | nem jutott ki  | nem jutott ki  | nem jutott ki  | 4.         | 6          | 1          | 2          | 3          | 8          | 10         |
| 1974           | nem jutott ki  | nem jutott ki  | nem jutott ki  | nem jutott ki  | nem jutott ki  | nem jutott ki  | nem jutott ki  | nem jutott ki  | nem jutott ki  | 2.         | 6          | 2          | 3          | 1          | 10         | 6          |
| 1978           | nem jutott ki  | nem jutott ki  | nem jutott ki  | nem jutott ki  | nem jutott ki  | nem jutott ki  | nem jutott ki  | nem jutott ki  | nem jutott ki  | 2.         | 6          | 4          | 1          | 1          | 12         | 6          |
| 1982           | nem jutott ki  | nem jutott ki  | nem jutott ki  | nem jutott ki  | nem jutott ki  | nem jutott ki  | nem jutott ki  | nem jutott ki  | nem jutott ki  | 4.         | 8          | 3          | 1          | 4          | 8          | 11         |
| 1986           | Csoportkör     | 17.            | 3              | 1              | 0              | 2              | 2              | 4              | Keret          | 2.         | 8          | 5          | 0          | 3          | 12         | 10         |
| 1990           | nem jutott ki  | nem jutott ki  | nem jutott ki  | nem jutott ki  | nem jutott ki  | nem jutott ki  | nem jutott ki  | nem jutott ki  | nem jutott ki  | 3.         | 8          | 4          | 2          | 2          | 11         | 8          |
| 1994           | nem jutott ki  | nem jutott ki  | nem jutott ki  | nem jutott ki  | nem jutott ki  | nem jutott ki  | nem jutott ki  | nem jutott ki  | nem jutott ki  | 3.         | 10         | 6          | 2          | 2          | 18         | 5          |
| 1998           | nem jutott ki  | nem jutott ki  | nem jutott ki  | nem jutott ki  | nem jutott ki  | nem jutott ki  | nem jutott ki  | nem jutott ki  | nem jutott ki  | 3.         | 10         | 5          | 4          | 1          | 12         | 4          |
| 2002           | Csoportkör     | 21.            | 3              | 1              | 0              | 2              | 6              | 4              | Keret          | 1.         | 10         | 7          | 3          | 0          | 33         | 7          |
| 2006           | Negyedik hely  | 4.             | 7              | 4              | 1*             | 2              | 7              | 5              | Keret          | 1.         | 12         | 9          | 3          | 0          | 35         | 5          |
| 2010           | Nyolcaddöntő   | 11.            | 4              | 1              | 2              | 1              | 7              | 1              | Keret          | 2.         | 12         | 7          | 4          | 1          | 19         | 5          |
| 2014           | Csoportkör     | 18.            | 3              | 1              | 1              | 1              | 4              | 7              | Keret          | 2.         | 12         | 8          | 3          | 1          | 24         | 11         |
| 2018           | Nyolcaddöntő   | 13.            | 4              | 1              | 2              | 1              | 6              | 6              | Keret          | 1.         | 10         | 9          | 0          | 1          | 32         | 4          |
| 2022           | Negyeddöntő    | 8.             | 5              | 3              | 0              | 2              | 12             | 6              | Keret          | 2.         | 10         | 7          | 2          | 1          | 22         | 7          |
| 2026           | később         | később         | később         | később         | később         | később         | később         | később         | később         | később     | később     | később     | később     | később     | később     | később     |
| 2030           | később         | később         | később         | később         | később         | később         | később         | később         | később         | később     | később     | később     | később     | később     | később     | később     |
| 2034           | később         | később         | később         | később         | később         | később         | később         | később         | később         | később     | később     | később     | később     | később     | később     | később     |
| Összesen       |                | 8/22           | 35             | 17             | 6              | 12             | 61             | 41             | –              | Összesen   | 149        | 83         | 35         | 31         | 284        | 146        |

### Európa-bajnokság
Európa-bajnok
      Ezüstérem
      Bronzérem
      Negyedik hely
      Egészben vagy részben hazai rendezésű
| Európa-bajnokság | Európa-bajnokság | Európa-bajnokság | Európa-bajnokság | Európa-bajnokság | Európa-bajnokság | Európa-bajnokság | Európa-bajnokság | Európa-bajnokság | Európa-bajnokság | Selejtezők                         | Selejtezők                         | Selejtezők                         | Selejtezők                         | Selejtezők                         | Selejtezők                         | Selejtezők                         |
| Év               | Eredmény         | H.               | M                | Gy               | D                | V                | G+               | G–               | Keret            | H.                                 | M                                  | Gy                                 | D                                  | V                                  | G+                                 | G–                                 |
| ---------------- | ---------------- | ---------------- | ---------------- | ---------------- | ---------------- | ---------------- | ---------------- | ---------------- | ---------------- | ---------------------------------- | ---------------------------------- | ---------------------------------- | ---------------------------------- | ---------------------------------- | ---------------------------------- | ---------------------------------- |
| 1960             | nem jutott ki    | nem jutott ki    | nem jutott ki    | nem jutott ki    | nem jutott ki    | nem jutott ki    | nem jutott ki    | nem jutott ki    | nem jutott ki    | Negyeddöntő                        | 4                                  | 3                                  | 0                                  | 1                                  | 8                                  | 8                                  |
| 1964             | nem jutott ki    | nem jutott ki    | nem jutott ki    | nem jutott ki    | nem jutott ki    | nem jutott ki    | nem jutott ki    | nem jutott ki    | nem jutott ki    | Első forduló                       | 3                                  | 1                                  | 0                                  | 2                                  | 4                                  | 5                                  |
| 1968             | nem jutott ki    | nem jutott ki    | nem jutott ki    | nem jutott ki    | nem jutott ki    | nem jutott ki    | nem jutott ki    | nem jutott ki    | nem jutott ki    | 2.                                 | 6                                  | 2                                  | 2                                  | 2                                  | 6                                  | 6                                  |
| 1972             | nem jutott ki    | nem jutott ki    | nem jutott ki    | nem jutott ki    | nem jutott ki    | nem jutott ki    | nem jutott ki    | nem jutott ki    | nem jutott ki    | 2.                                 | 6                                  | 3                                  | 1                                  | 2                                  | 10                                 | 6                                  |
| 1976             | nem jutott ki    | nem jutott ki    | nem jutott ki    | nem jutott ki    | nem jutott ki    | nem jutott ki    | nem jutott ki    | nem jutott ki    | nem jutott ki    | 3.                                 | 6                                  | 2                                  | 3                                  | 1                                  | 5                                  | 7                                  |
| 1980             | nem jutott ki    | nem jutott ki    | nem jutott ki    | nem jutott ki    | nem jutott ki    | nem jutott ki    | nem jutott ki    | nem jutott ki    | nem jutott ki    | 3.                                 | 8                                  | 4                                  | 1                                  | 3                                  | 10                                 | 11                                 |
| 1984             | Elődöntő         | 3.               | 4                | 1                | 2                | 1                | 4                | 4                | Keret            | 1.                                 | 6                                  | 5                                  | 0                                  | 1                                  | 11                                 | 6                                  |
| 1988             | nem jutott ki    | nem jutott ki    | nem jutott ki    | nem jutott ki    | nem jutott ki    | nem jutott ki    | nem jutott ki    | nem jutott ki    | nem jutott ki    | 3.                                 | 8                                  | 2                                  | 4                                  | 2                                  | 6                                  | 8                                  |
| 1992             | nem jutott ki    | nem jutott ki    | nem jutott ki    | nem jutott ki    | nem jutott ki    | nem jutott ki    | nem jutott ki    | nem jutott ki    | nem jutott ki    | 2.                                 | 8                                  | 5                                  | 1                                  | 2                                  | 11                                 | 4                                  |
| 1996             | Negyeddöntő      | 5.               | 4                | 2                | 1                | 1                | 5                | 2                | Keret            | 1.                                 | 10                                 | 7                                  | 2                                  | 1                                  | 29                                 | 7                                  |
| 2000             | Elődöntő         | 3.               | 5                | 4                | 0                | 1                | 10               | 4                | Keret            | 2.                                 | 10                                 | 7                                  | 2                                  | 1                                  | 32                                 | 4                                  |
| 2004             | Ezüstérem        | 2.               | 6                | 3                | 1                | 2                | 8                | 6                | Keret            | rendezőként automatikusan kijutott | rendezőként automatikusan kijutott | rendezőként automatikusan kijutott | rendezőként automatikusan kijutott | rendezőként automatikusan kijutott | rendezőként automatikusan kijutott | rendezőként automatikusan kijutott |
| 2008             | Negyeddöntő      | 7.               | 4                | 2                | 0                | 2                | 7                | 6                | Keret            | 2.                                 | 14                                 | 7                                  | 6                                  | 1                                  | 24                                 | 10                                 |
| 2012             | Elődöntő         | 3.               | 5                | 3                | 1                | 1                | 6                | 4                | Keret            | 2. (pótselejtező)                  | 10                                 | 6                                  | 2                                  | 2                                  | 27                                 | 14                                 |
| 2016             | Európa-bajnok    | 1.               | 7                | 3                | 4                | 0                | 9                | 5                | Keret            | 1.                                 | 8                                  | 7                                  | 0                                  | 1                                  | 11                                 | 5                                  |
| 2020             | Nyolcaddöntő     | 13.              | 4                | 1                | 1                | 2                | 7                | 7                | Keret            | 2.                                 | 8                                  | 5                                  | 2                                  | 1                                  | 22                                 | 6                                  |
| 2024             | Negyeddöntő      | 8.               | 5                | 2                | 2                | 1                | 5                | 3                | Keret            | 1.                                 | 10                                 | 10                                 | 0                                  | 0                                  | 36                                 | 2                                  |
| 2028             | később           | később           | később           | később           | később           | később           | később           | később           | később           | később                             | később                             | később                             | később                             | később                             | később                             | később                             |
| 2032             | később           | később           | később           | később           | később           | később           | később           | később           | később           | később                             | később                             | később                             | később                             | később                             | később                             | később                             |
| Összesen         |                  | 9/17             | 44               | 21               | 12               | 11               | 61               | 41               | –                | Összesen                           | 125                                | 76                                 | 26                                 | 23                                 | 252                                | 109                                |

### UEFA Nemzetek Ligája
Aranyérem
      Ezüstérem
      Bronzérem
      Hazai rendezésű
| Csoportkör / Negyeddöntő / Osztályozó | Csoportkör / Negyeddöntő / Osztályozó | Csoportkör / Negyeddöntő / Osztályozó | Csoportkör / Negyeddöntő / Osztályozó | Csoportkör / Negyeddöntő / Osztályozó | Csoportkör / Negyeddöntő / Osztályozó | Csoportkör / Negyeddöntő / Osztályozó | Csoportkör / Negyeddöntő / Osztályozó | Csoportkör / Negyeddöntő / Osztályozó | Csoportkör / Negyeddöntő / Osztályozó | Csoportkör / Negyeddöntő / Osztályozó | Csoportkör / Negyeddöntő / Osztályozó | Egyenes kieséses szakasz | Egyenes kieséses szakasz | Egyenes kieséses szakasz | Egyenes kieséses szakasz | Egyenes kieséses szakasz | Egyenes kieséses szakasz | Egyenes kieséses szakasz | Egyenes kieséses szakasz | Egyenes kieséses szakasz |
| Szezon                                | Liga                                  | Csoport                               | H                                     | M                                     | Gy                                    | D                                     | V                                     | G+                                    | G–                                    | Feljutás/kiesés                       | Helyezés                              | Év                       | Eredmény                 | M                        | Gy                       | D                        | V                        | G+                       | G–                       | Keret                    |
| ------------------------------------- | ------------------------------------- | ------------------------------------- | ------------------------------------- | ------------------------------------- | ------------------------------------- | ------------------------------------- | ------------------------------------- | ------------------------------------- | ------------------------------------- | ------------------------------------- | ------------------------------------- | ------------------------ | ------------------------ | ------------------------ | ------------------------ | ------------------------ | ------------------------ | ------------------------ | ------------------------ | ------------------------ |
| 2018–19                               | A                                     | 3.                                    | 1.                                    | 4                                     | 2                                     | 2                                     | 0                                     | 5                                     | 3                                     | Állandó                               | 1.                                    | 2019                     | Aranyérmes               | 2                        | 2                        | 0                        | 0                        | 4                        | 1                        | Keret                    |
| 2020–21                               | A                                     | 3.                                    | 2.                                    | 6                                     | 4                                     | 1                                     | 1                                     | 12                                    | 4                                     | Állandó                               | 5.                                    | 2021                     | nem jutott be            | nem jutott be            | nem jutott be            | nem jutott be            | nem jutott be            | nem jutott be            | nem jutott be            | nem jutott be            |
| 2022–23                               | A                                     | 2.                                    | 2.                                    | 6                                     | 3                                     | 1                                     | 2                                     | 11                                    | 3                                     | Állandó                               | 6.                                    | 2023                     | nem jutott be            | nem jutott be            | nem jutott be            | nem jutott be            | nem jutott be            | nem jutott be            | nem jutott be            | nem jutott be            |
| 2024–25                               | A                                     | 1.                                    | 1.                                    | 8                                     | 5                                     | 2                                     | 1                                     | 18                                    | 8                                     | Állandó                               | 3.                                    | 2025                     | Aranyérmes               | 2                        | 1                        | 1                        | 0                        | 4                        | 3                        | Keret                    |
| Összesen                              | Összesen                              | Összesen                              | Összesen                              | 24                                    | 14                                    | 6                                     | 4                                     | 46                                    | 18                                    |                                       |                                       |                          | 2/4                      | 4                        | 3                        | 1                        | 0                        | 8                        | 4                        |                          |

### Olimpia
| Év       | Eredmény                | Hely                    | M                       | Gy                      | D                       | V                       | Rg                      | Kg                      |
| -------- | ----------------------- | ----------------------- | ----------------------- | ----------------------- | ----------------------- | ----------------------- | ----------------------- | ----------------------- |
| 1908     | Nem indult              | Nem indult              | Nem indult              | Nem indult              | Nem indult              | Nem indult              | Nem indult              | Nem indult              |
| 1912     | Nem indult              | Nem indult              | Nem indult              | Nem indult              | Nem indult              | Nem indult              | Nem indult              | Nem indult              |
| 1920     | Nem indult              | Nem indult              | Nem indult              | Nem indult              | Nem indult              | Nem indult              | Nem indult              | Nem indult              |
| 1924     | Nem indult              | Nem indult              | Nem indult              | Nem indult              | Nem indult              | Nem indult              | Nem indult              | Nem indult              |
| 1928     | Negyeddöntő             | 5.                      | 3                       | 2                       | 0                       | 1                       | 7                       | 5                       |
| 1932     | Nem volt labdarúgótorna | Nem volt labdarúgótorna | Nem volt labdarúgótorna | Nem volt labdarúgótorna | Nem volt labdarúgótorna | Nem volt labdarúgótorna | Nem volt labdarúgótorna | Nem volt labdarúgótorna |
| 1936     | Nem indult              | Nem indult              | Nem indult              | Nem indult              | Nem indult              | Nem indult              | Nem indult              | Nem indult              |
| 1948     | Nem indult              | Nem indult              | Nem indult              | Nem indult              | Nem indult              | Nem indult              | Nem indult              | Nem indult              |
| 1952     | Nem indult              | Nem indult              | Nem indult              | Nem indult              | Nem indult              | Nem indult              | Nem indult              | Nem indult              |
| 1956     | Nem indult              | Nem indult              | Nem indult              | Nem indult              | Nem indult              | Nem indult              | Nem indult              | Nem indult              |
| 1960     | Nem indult              | Nem indult              | Nem indult              | Nem indult              | Nem indult              | Nem indult              | Nem indult              | Nem indult              |
| 1964     | Nem indult              | Nem indult              | Nem indult              | Nem indult              | Nem indult              | Nem indult              | Nem indult              | Nem indult              |
| 1968     | Nem indult              | Nem indult              | Nem indult              | Nem indult              | Nem indult              | Nem indult              | Nem indult              | Nem indult              |
| 1972     | Nem indult              | Nem indult              | Nem indult              | Nem indult              | Nem indult              | Nem indult              | Nem indult              | Nem indult              |
| 1976     | Nem indult              | Nem indult              | Nem indult              | Nem indult              | Nem indult              | Nem indult              | Nem indult              | Nem indult              |
| 1980     | Nem indult              | Nem indult              | Nem indult              | Nem indult              | Nem indult              | Nem indult              | Nem indult              | Nem indult              |
| 1984     | Nem jutott be           | Nem jutott be           | Nem jutott be           | Nem jutott be           | Nem jutott be           | Nem jutott be           | Nem jutott be           | Nem jutott be           |
| 1988     | Nem jutott be           | Nem jutott be           | Nem jutott be           | Nem jutott be           | Nem jutott be           | Nem jutott be           | Nem jutott be           | Nem jutott be           |
| 1992     | Nem jutott be           | Nem jutott be           | Nem jutott be           | Nem jutott be           | Nem jutott be           | Nem jutott be           | Nem jutott be           | Nem jutott be           |
| 1996     | Elődöntő                | 4.                      | 6                       | 2                       | 2                       | 2                       | 6                       | 10                      |
| 2000     | Nem jutott be           | Nem jutott be           | Nem jutott be           | Nem jutott be           | Nem jutott be           | Nem jutott be           | Nem jutott be           | Nem jutott be           |
| 2004     | Csoportkör              | 14.                     | 3                       | 1                       | 0                       | 2                       | 6                       | 9                       |
| 2008     | Nem jutott be           | Nem jutott be           | Nem jutott be           | Nem jutott be           | Nem jutott be           | Nem jutott be           | Nem jutott be           | Nem jutott be           |
| 2012     | Nem jutott be           | Nem jutott be           | Nem jutott be           | Nem jutott be           | Nem jutott be           | Nem jutott be           | Nem jutott be           | Nem jutott be           |
| 2016     | Negyeddöntő             | 6.                      | 4                       | 2                       | 1                       | 1                       | 5                       | 6                       |
| Összesen | Elődöntő                | 4/24                    | 16                      | 7                       | 3                       | 6                       | 24                      | 30                      |

- 1948 és 1988 között amatőr, 1992-től kezdődően U23-as játékosok vettek részt az olimpiai játékokon

### Konföderációs kupa
| Év       | Eredmény      | Hely          | M             | Gy            | D             | V             | Rg            | Kg            |
| -------- | ------------- | ------------- | ------------- | ------------- | ------------- | ------------- | ------------- | ------------- |
| 1992     | Nem jutott be | Nem jutott be | Nem jutott be | Nem jutott be | Nem jutott be | Nem jutott be | Nem jutott be | Nem jutott be |
| 1995     | Nem jutott be | Nem jutott be | Nem jutott be | Nem jutott be | Nem jutott be | Nem jutott be | Nem jutott be | Nem jutott be |
| 1997     | Nem jutott be | Nem jutott be | Nem jutott be | Nem jutott be | Nem jutott be | Nem jutott be | Nem jutott be | Nem jutott be |
| 1999     | Nem jutott be | Nem jutott be | Nem jutott be | Nem jutott be | Nem jutott be | Nem jutott be | Nem jutott be | Nem jutott be |
| 2001     | Nem jutott be | Nem jutott be | Nem jutott be | Nem jutott be | Nem jutott be | Nem jutott be | Nem jutott be | Nem jutott be |
| 2003     | Nem jutott be | Nem jutott be | Nem jutott be | Nem jutott be | Nem jutott be | Nem jutott be | Nem jutott be | Nem jutott be |
| 2005     | Nem jutott be | Nem jutott be | Nem jutott be | Nem jutott be | Nem jutott be | Nem jutott be | Nem jutott be | Nem jutott be |
| 2009     | Nem jutott be | Nem jutott be | Nem jutott be | Nem jutott be | Nem jutott be | Nem jutott be | Nem jutott be | Nem jutott be |
| 2013     | Nem jutott be | Nem jutott be | Nem jutott be | Nem jutott be | Nem jutott be | Nem jutott be | Nem jutott be | Nem jutott be |
| 2017     | Elődöntő      | 3.            | 5             | 3             | 2             | 0             | 9             | 3             |
| Összesen | 1/11          | 3.            | 5             | 3             | 2             | 0             | 9             | 3             |

## Nemzetek elleni mérleg
Az adatok 2019. június 9. állapotoknak felelnek meg.
|  | Pozitív mérleg (több győzelem)      |
|  | Egyenlő mérleg (győzelem = vereség) |
|  | Negatív mérleg (több vereség)       |

| Ellenfél                | M  | Gy | D  | V  | RG | KG | GK  |
| ----------------------- | -- | -- | -- | -- | -- | -- | --- |
| Albánia                 | 7  | 5  | 1  | 1  | 13 | 5  | +8  |
| Algéria                 | 1  | 1  | 0  | 0  | 3  | 0  | +3  |
| Andorra                 | 5  | 5  | 0  | 0  | 22 | 1  | +21 |
| Anglia                  | 23 | 3  | 10 | 10 | 25 | 46 | −21 |
| Angola                  | 3  | 3  | 0  | 0  | 12 | 1  | +11 |
| Argentína               | 8  | 2  | 1  | 5  | 7  | 13 | −6  |
| Ausztria                | 11 | 2  | 6  | 3  | 11 | 19 | −8  |
| Azerbajdzsán            | 6  | 5  | 1  | 0  | 18 | 1  | +17 |
| Belgium                 | 18 | 6  | 7  | 5  | 21 | 21 | 0   |
| Bolívia                 | 1  | 1  | 0  | 0  | 4  | 0  | +4  |
| Bosznia-Hercegovina     | 4  | 3  | 1  | 0  | 8  | 2  | +6  |
| Brazília                | 20 | 4  | 3  | 13 | 16 | 38 | −22 |
| Bulgária                | 13 | 4  | 3  | 6  | 16 | 18 | −2  |
| Chile                   | 4  | 2  | 2  | 0  | 9  | 4  | +5  |
| Ciprus                  | 11 | 10 | 1  | 0  | 35 | 6  | +29 |
| Csehország              | 3  | 2  | 0  | 1  | 4  | 2  | +2  |
| Dánia                   | 16 | 11 | 2  | 3  | 32 | 18 | +14 |
| Dél-afrikai Köztársaság | 2  | 2  | 0  | 0  | 5  | 1  | +4  |
| Dél-Korea               | 1  | 0  | 0  | 1  | 0  | 1  | −1  |
| Ecuador                 | 2  | 1  | 0  | 1  | 5  | 3  | +2  |
| Egyiptom                | 4  | 3  | 0  | 1  | 9  | 3  | +7  |
| Elefántcsontpart        | 1  | 0  | 1  | 0  | 0  | 0  | 0   |
| Észak-Korea             | 2  | 2  | 0  | 0  | 12 | 3  | +9  |
| Észak-Írország          | 13 | 4  | 7  | 2  | 14 | 13 | +1  |
| Észtország              | 8  | 7  | 1  | 0  | 25 | 1  | +24 |
| Feröer                  | 3  | 3  | 0  | 0  | 16 | 1  | +15 |
| Finnország              | 10 | 5  | 4  | 1  | 14 | 6  | +8  |
| Franciaország           | 25 | 6  | 1  | 18 | 29 | 49 | −20 |
| Gabon                   | 1  | 0  | 1  | 0  | 2  | 2  | 0   |
| Ghána                   | 1  | 1  | 0  | 0  | 2  | 1  | +1  |
| Gibraltár               | 1  | 1  | 0  | 0  | 5  | 0  | +5  |
| Görögország             | 14 | 4  | 5  | 5  | 16 | 18 | −2  |
| Grúzia                  | 1  | 1  | 0  | 0  | 2  | 0  | +2  |
| Hollandia               | 14 | 8  | 4  | 2  | 16 | 10 | +6  |
| Horvátország            | 5  | 4  | 1  | 0  | 8  | 1  | +7  |
| Irán                    | 3  | 2  | 1  | 0  | 6  | 1  | +5  |
| Izland                  | 3  | 2  | 1  | 0  | 9  | 5  | +4  |
| Izrael                  | 6  | 3  | 2  | 1  | 12 | 9  | +3  |
| Írország                | 13 | 7  | 2  | 4  | 20 | 10 | +10 |
| Kamerun                 | 2  | 2  | 0  | 0  | 8  | 2  | +6  |
| Kanada                  | 2  | 1  | 1  | 0  | 5  | 2  | +3  |
| Kazahsztán              | 3  | 3  | 0  | 0  | 6  | 1  | +5  |
| Kína                    | 2  | 2  | 0  | 0  | 4  | 0  | +4  |
| Kuvait                  | 2  | 1  | 1  | 0  | 9  | 1  | +8  |
| Lengyelország           | 13 | 5  | 5  | 3  | 18 | 13 | +5  |
| Lettország              | 6  | 6  | 0  | 0  | 18 | 4  | +14 |
| Liechtenstein           | 7  | 6  | 1  | 0  | 35 | 3  | +32 |
| Litvánia                | 2  | 2  | 0  | 0  | 9  | 2  | +7  |
| Luxemburg               | 15 | 13 | 1  | 1  | 46 | 7  | +39 |
| Észak-Macedónia         | 2  | 1  | 1  | 0  | 1  | 0  | +1  |
| Magyarország            | 13 | 9  | 4  | 0  | 30 | 10 | +20 |
| Málta                   | 10 | 9  | 1  | 0  | 28 | 5  | +23 |
| Marokkó                 | 2  | 1  | 0  | 1  | 2  | 3  | −1  |
| Mexikó                  | 5  | 3  | 2  | 0  | 7  | 4  | +3  |
| Moldova                 | 1  | 1  | 0  | 0  | 3  | 0  | +3  |
| Mozambik                | 2  | 2  | 0  | 0  | 5  | 1  | +4  |
| Németország             | 18 | 3  | 5  | 10 | 16 | 29 | −13 |
| Norvégia                | 11 | 8  | 2  | 1  | 18 | 5  | +16 |
| Olaszország             | 27 | 6  | 3  | 18 | 23 | 51 | −28 |
| Oroszország             | 7  | 4  | 1  | 2  | 11 | 3  | +8  |
| Örményország            | 6  | 4  | 2  | 0  | 9  | 4  | +5  |
| Panama                  | 1  | 1  | 0  | 0  | 2  | 0  | +2  |
| Paraguay                | 1  | 0  | 1  | 0  | 0  | 0  | 0   |
| Románia                 | 11 | 5  | 2  | 4  | 11 | 9  | +2  |
| Skócia                  | 15 | 8  | 3  | 4  | 21 | 14 | +7  |
| Spanyolország           | 36 | 6  | 14 | 16 | 44 | 75 | −31 |
| Svájc                   | 21 | 8  | 5  | 10 | 30 | 33 | −3  |
| Svédország              | 18 | 5  | 6  | 7  | 20 | 29 | −9  |
| Szaúd-Arábia            | 2  | 2  | 0  | 0  | 6  | 0  | +6  |
| Szerbia                 | 5  | 2  | 3  | 0  | 7  | 5  | +2  |
| Szlovákia               | 4  | 3  | 1  | 0  | 7  | 1  | +6  |
| Törökország             | 8  | 6  | 0  | 2  | 16 | 8  | +8  |
| Tunézia                 | 2  | 0  | 2  | 0  | 3  | 3  | 0   |
| Új-Zéland               | 1  | 1  | 0  | 0  | 4  | 0  | +4  |
| Ukrajna                 | 3  | 1  | 1  | 1  | 2  | 2  | 0   |
| Egyesült Államok        | 7  | 2  | 3  | 2  | 8  | 8  | 0   |
| Uruguay                 | 3  | 1  | 1  | 1  | 5  | 2  | +3  |
| Wales                   | 4  | 3  | 0  | 1  | 9  | 4  | +5  |
| Zöld-foki Köztársaság   | 3  | 1  | 1  | 1  | 4  | 3  | +1  |
| Megszűnt válogatottak   |    |    |    |    |    |    |     |
| Csehszlovákia           | 9  | 3  | 3  | 3  | 7  | 10 | −3  |
| Jugoszlávia             | 5  | 3  | 0  | 2  | 10 | 12 | −2  |
| NDK                     | 3  | 2  | 0  | 1  | 6  | 5  | +1  |
| Szovjetunió             | 4  | 3  | 0  | 1  | 4  | 6  | −2  |

## Mezek a válogatott története során
A portugál labdarúgó-válogatott hagyományos szerelése bordó mez, zöld vagy bordó nadrág és bordó sportszár. A váltómez leggyakrabban fehér mezből, fehér vagy kék nadrágból és fehér sportszárból áll. Azonban újabban fekete vagy zöld színű az idegenbeli mezük.
Hazai
| 1966-os vb | 1984-es Eb | 1986-os vb | 1996-os Eb | 1998 | 2000-es Eb | 2002-es vb | 2004-es Eb |

| 2006-os vb | 2008-as Eb | 2010-es vb | 2012-es Eb | 2014-es vb | 2016-os Eb | 2018-as vb |

Idegenbeli
| 1966-os vb | 1986-os vb | 1996-os Eb | 1998 | 2000-es Eb | 2002-es vb | 2004-es Eb | 2006-os vb |

| 2008-as Eb | 2010-es vb | 2012-es Eb | 2013 | 2014-es vb | 2015 | 2016-os Eb | 2018-as vb |

## Stáb
| Beosztás   | Név              |
| ---------- | ---------------- |
| Vezetőedző | Fernando Santos  |
| segédedző  | Ilídio Vale      |
| segédedző  | Ricardo Santos   |
| segédedző  | Jorge Rosário    |
| kapusedző  | Fernando Justino |

## Játékosok

### Játékoskeret
A következő 26 játékos lett nevezve a 2024-es Európa-bajnokságra.
A pályára lépesek és a gólokszáma a 2024. június 27-i  Grúzia elleni mérkőzés után lett frissítve.
| Szám          | Poszt       | Név                             | Születési dátum (kor)          | Válogatottság | Gólok   | Klub                    |
| Kapusok       | Kapusok     | Kapusok                         | Kapusok                        | Kapusok       | Kapusok | Kapusok                 |
| ------------- | ----------- | ------------------------------- | ------------------------------ | ------------- | ------- | ----------------------- |
| 1             | kapus       | Rui Patrício                    | 1988. február 15. (37 éves)    | 108           | 0       | Roma                    |
| 12            | kapus       | José Sá                         | 1993. január 17. (32 éves)     | 2             | 0       | Wolverhampton Wanderers |
| 22            | kapus       | Diogo Costa                     | 1999. szeptember 19. (25 éves) | 25            | 0       | Porto                   |
| Védők         |             |                                 |                                |               |         |                         |
| 2             | hátvéd      | Nélson Semedo                   | 1993. november 16. (31 éves)   | 33            | 0       | Wolverhampton Wanderers |
| 3             | hátvéd      | Pepe (csapatkapitány-helyettes) | 1983. február 26. (42 éves)    | 139           | 8       | Porto                   |
| 4             | hátvéd      | Rúben Dias                      | 1997. május 14. (28 éves)      | 58            | 3       | Manchester City         |
| 5             | hátvéd      | Diogo Dalot                     | 1999. március 18. (26 éves)    | 22            | 2       | Manchester United       |
| 14            | hátvéd      | Gonçalo Inácio                  | 2001. augusztus 25. (23 éves)  | 11            | 2       | Sporting CP             |
| 19            | hátvéd      | Nuno Mendes                     | 2002. június 19. (23 éves)     | 25            | 0       | Paris Saint-Germain     |
| 20            | hátvéd      | João Cancelo                    | 1994. május 27. (31 éves)      | 56            | 10      | Barcelona               |
| 24            | hátvéd      | António Silva                   | 2003. október 30. (21 éves)    | 13            | 0       | Benfica                 |
| Középpályások |             |                                 |                                |               |         |                         |
| 6             | középpályás | João Palhinha                   | 1995. július 9. (30 éves)      | 30            | 2       | Fulham                  |
| 8             | középpályás | Bruno Fernandes                 | 1994. szeptember 8. (30 éves)  | 69            | 23      | Manchester United       |
| 10            | középpályás | Bernardo Silva                  | 1994. augusztus 10. (30 éves)  | 91            | 12      | Manchester City         |
| 13            | középpályás | Danilo Pereira                  | 1991. szeptember 9. (33 éves)  | 74            | 2       | Paris Saint-Germain     |
| 15            | középpályás | João Neves                      | 2004. szeptember 27. (20 éves) | 9             | 0       | Benfica                 |
| 16            | középpályás | Matheus Nunes                   | 1998. augusztus 27. (26 éves)  | 15            | 2       | Manchester United       |
| 18            | középpályás | Rúben Neves                     | 1997. március 13. (28 éves)    | 49            | 0       | el-Hilál                |
| 23            | középpályás | Vitinha                         | 2000. február 13. (25 éves)    | 19            | 0       | Paris Saint-Germain     |
| Támadók       |             |                                 |                                |               |         |                         |
| 7             | csatár      | Cristiano Ronaldo               | 1985. február 5. (40 éves)     | 210           | 130     | en-Naszr                |
| 9             | csatár      | Gonçalo Ramos                   | 2001. június 20. (24 éves)     | 14            | 8       | Paris Saint-Germain     |
| 11            | csatár      | João Félix                      | 1999. november 10. (25 éves)   | 40            | 8       | Barcelona               |
| 17            | csatár      | Rafael Leão                     | 1999. június 10. (26 éves)     | 29            | 4       | AC Milan                |
| 25            | csatár      | Gonçalo Ramos                   | 2000. március 9. (25 éves)     | 10            | 1       | Wolverhampton Wanderers |
| 26            | csatár      | Francisco Conceição             | 2002. december 14. (22 éves)   | 10            | 1       | Porto                   |

## Válogatottsági rekordok
Az adatok 2024. június 26. állapotoknak felelnek meg.
- A még aktív játékosok félkövérrel vannak megjelölve.

### Legtöbbször pályára lépett játékosok

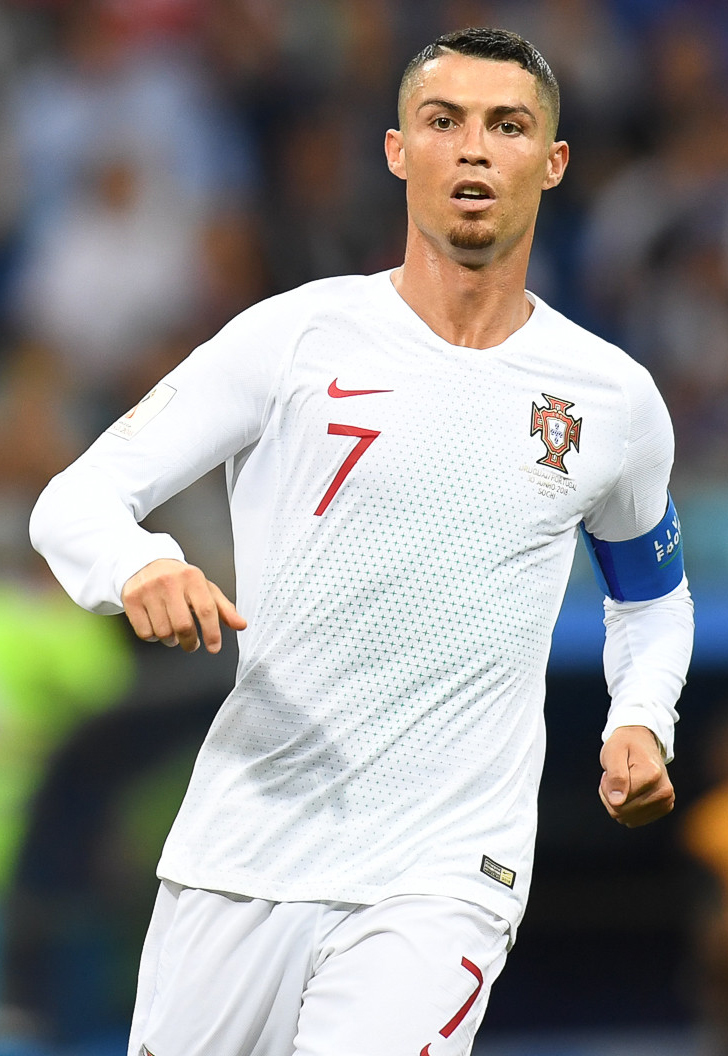
Cristiano Ronaldo a válogatottsági rekorder 210 mérkőzéssel és a legeredményesebb játékos is egyben 130 góllal.

| #  | Játékos           | Vál. | Gól | Első pályára lépés  | Legutóbbi pályára lépés |
| -- | ----------------- | ---- | --- | ------------------- | ----------------------- |
| 1  | Cristiano Ronaldo | 210  | 130 | 2003. augusztus 20. | 2024. június 26.        |
| 2  | João Moutinho     | 146  | 7   | 2005. augusztus 17. | 2022. június 9.         |
| 3  | Pepe              | 139  | 8   | 2007. november 21.  | 2024. június 26.        |
| 4  | Luís Figo         | 127  | 32  | 1991. október 12.   | 2006. július 8.         |
| 5  | Nani              | 112  | 24  | 2006. szeptember 1. | 2017. július 2          |
| 6  | Fernando Couto    | 110  | 8   | 1990. december 19.  | 2004. június 30.        |
| 7  | Rui Patrício      | 108  | 0   | 2010. november 17.  | 2024. március 21.       |
| 8  | Bruno Alves       | 96   | 11  | 2007. június 5      | 2018. Június 15.        |
| 9  | Rui Costa         | 94   | 26  | 1993. március 31.   | 2004. július            |
| 10 | Bernardo Silva    | 95   | 12  | 2015. március 31.   | 2024. június 22.        |

### Legtöbb gólt szerző játékosok
| #  | Játékos           | Gól | Vál. | Átlag | Első pályára lépés  | Legutóbbi pályára lépés |
| -- | ----------------- | --- | ---- | ----- | ------------------- | ----------------------- |
| 1  | Cristiano Ronaldo | 130 | 210  | 0,62  | 2003. augusztus 20. | 2024. június 26.        |
| 2  | Pauleta           | 47  | 88   | 0,53  | 1997. augusztus 20. | 2006. július 8.         |
| 3  | Eusébio           | 41  | 64   | 0,64  | 1961. október 8.    | 1973. október 13.       |
| 4  | Luís Figo         | 32  | 127  | 0,25  | 1991. október 12.   | 2006. július 8.         |
| 5  | Nuno Gomes        | 29  | 79   | 0,37  | 1996. január 24.    | 2011. október 11.       |
| 6  | Hélder Postiga    | 27  | 71   | 0,38  | 2003. június 13.    | 2014. november 14.      |
| 7  | Rui Costa         | 26  | 94   | 0,28  | 1993. március 31.   | 2004. július 4.         |
| 8  | Nani              | 24  | 112  | 0,22  | 2006. szeptember 1. | 2017. július 2.         |
| 9  | Bruno Fernandes   | 23  | 69   | 0,33  | 2017. november 10.  | 2024. június 22.        |
| 9  | João Pinto        | 23  | 81   | 0,28  | 1991. október 12.   | 2002. június 14.        |
| 10 | Nené              | 22  | 66   | 0,33  | 1971. április 21.   | 1984. június 23.        |
| 10 | Simão             | 22  | 85   | 0,26  | 1998. október 18.   | 2010. június 29.        |

### Ismert játékosok
- Abel Xavier
- António Folha
- António Simões
- Carlos Manuel
- Mário Coluna
- Cristiano Ronaldo
- Deco
- Domingos
- Emílio Peixe
- Eusébio
- Fernando Chalana
- Fernando Couto
- Fernando Gomes
- João Pinto
- João Vieira Pinto
- Jorge Costa
- José Augusto
- José Augusto Torres
- Luís Figo
- Maniche
- Manuel Bento
- Manuel Dimas
- Rui Costa
- Nuno Gomes
- Nuno Valente
- Pauleta
- Paulinho Santos
- Paulo Alves
- Paulo Futre
- Paulo Sousa
- Ricardo Sá Pinto
- Carlos Secretário
- Ricardo Pereira
- Rui Barros
- Sérgio Conceição
- José Travassos
- Vítor Baía
- Vítor Damas
- Nani

## Szövetségi kapitányok

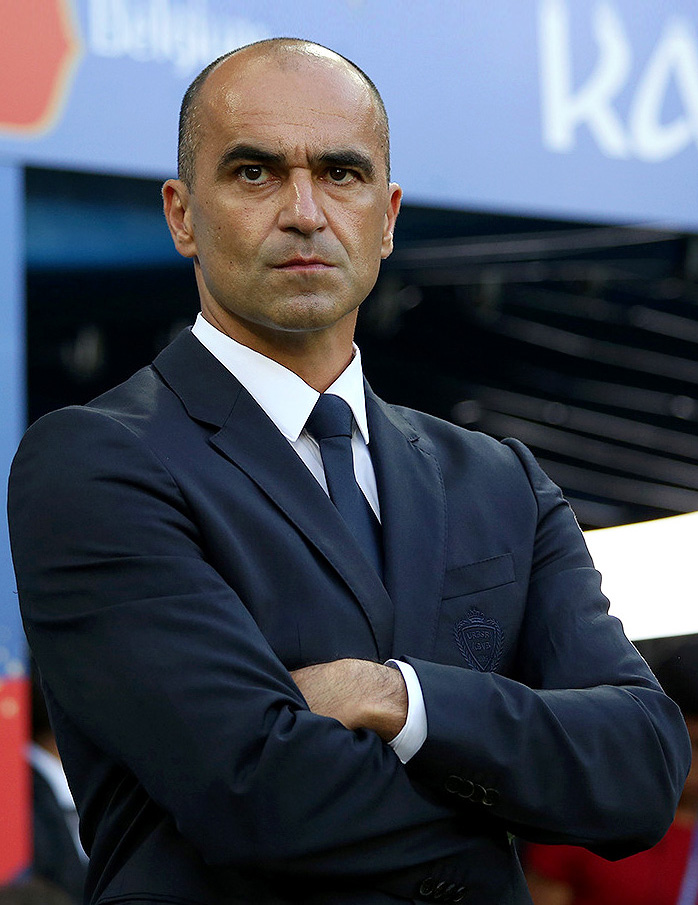
Roberto Martínez 2023 óta irányítja a portugál válogatottat

| - 1977–1978: Júlio Cercado Pereira - 1978–1980: Mário Wilson - 1980–1982: Júlio Cercado Pereira - 1982–1983: Otto Glória - 1983–1984: Fernando Cabrita, António Morais, António Oliveira és José Augusto - 1984–1986: José Torres - 1986–1987: Rui Seabra - 1987–1989: Júlio Cercado Pereira - 1989–1989: Artur Jorge - 1989–1993: Carlos Queiroz - 1993–1994: Nelo Vingada - 1994–1996: António Oliveira - 1996–1997: Artur Jorge - 1998–2000: Humberto Coelho - 2000–2002: António Oliveira - 2002–2003: Agostinho Oliveira - 2003–2008: Luiz Felipe Scolari - 2008–2010: Carlos Queiroz - 2010: Agostinho Oliveira (megbízott) - 2010–2014: Paulo Bento - 2014–2022: Fernando Santos - 2023–0: Roberto Martínez |

## Lásd még
- Portugál U21-es labdarúgó-válogatott
- Portugál női labdarúgó-válogatott